# Эмсгау
Эмсгау или Эмсго — историческая область, расположенная на юге и западе Восточной Фризии. Древнефризский Эмсгау следует отличать от саксонского Эмсгау, который примерно охватывал сегодняшний Эмсланд и развивался независимо. В первой половине XII века граф Равенсберга Герман I, как вассал герцога Саксонии Лотаря Супплинбургского, получил графские права во фризском Эмсгау. Эти права графа были переданы епископам Мюнстера в 1253/1254 году. В то время как фризский Эмсгау принадлежал Мюнстерской епархии, саксонский относился к епархии Оснабрюка.
Эмсгау был разделён на Рейдерланд, Мормерланд, Оверледингерланд, Ленгенерланд и Эмсигерланд. Кроме того, был ещё эксклав Затерланд. В отличие от остальной части Восточной Фризии, здесь не было установлено никакой центральной власти, пока не пришли к власти том Броки, земли Эмсгау оставались автономными. Этот период закончился вмешательством Гамбурга, который неоднократно вторгался в Восточную Фризию в ходе споров о терпимости к виталийским братьям и около 1345 года построили в Эмсгау замок Штикхаузен для защиты своих торговых путей на запад. Отсутствие экономических условий рассматривается как ещё одна причина, по которой в Эмсгау не сформировалась центральная власть. Сельское хозяйство было возможно лишь в ограниченной зоне вдоль течения Эмса, а Ленгенерланд был сплошной пустошью.
Экономическим центром региона был Эмсигерланд, располагавшийся вокруг современного города Эмден. Впервые он появляется в документах в начале XIII века и простирался от нижнего течения реки Флюмм до бывшего залива Зильменкер. Эмсигерланд был настолько доминирующим в старом Эмсгау, что носил его имя: Эмесгония или Эмесгонум. Со становлением правления том Броков старый Эмсгау распался. Затерланд, который в 1400 году причислял себя к восточнофризским провинциальным общинам, избежал захвата восточнофризскими хофтлингами, но затем перешёл под власть епископства Мюнстер и с тех пор развивался независимо. Расположенный на левом берегу Эмса Рейдерланд, ранее ориентировавшийся больше на Гронингенские Оммеланды, в 1413 году вместе с остальной частью Эмсгау попал под власть том Броков, чьё наследство затем перешло к Кирксенам.